# Onchidoridoidea
Onchidoridoidea zijn een superfamilie die behoort tot de clade van de zeenaaktslakken.

## Taxonomie
De superfamilie kent de volgende families:
- Akiodorididae Millen & Martynov, 2005
- Calycidorididae Roginskaya, 1972
- Corambidae Bergh, 1871
- Goniodorididae H. Adams & A. Adams, 1854
- Onchidorididae Gray, 1827

## Synoniemen
- Phanerobranchia Suctoria